# Aeropuerto de Esquipulas
El Aeropuerto de Esquipulas (OACI: MGES) es un aeródromo con una pista de aterrizaje de 1.020 metros de longitud que sirve a la ciudad de Esquipulas en el departamento de Chiquimula, Guatemala . 
La pista de aterrizaje está ubicada a 2 kilómetros (1,2 mi)   al este de la ciudad y a 6 kilómetros (4 mi) de la frontera con Honduras. Hay un terreno en ascenso a 1 kilómetro (0,6 mi)   sur de la pista. 